# Kyoto Animation
Kyoto Animation (jap. 株式会社京都アニメーション Kabushiki-gaisha Kyōto Animēshon) – japońskie studio produkujące anime z siedzibą w Uji założone w 1981.

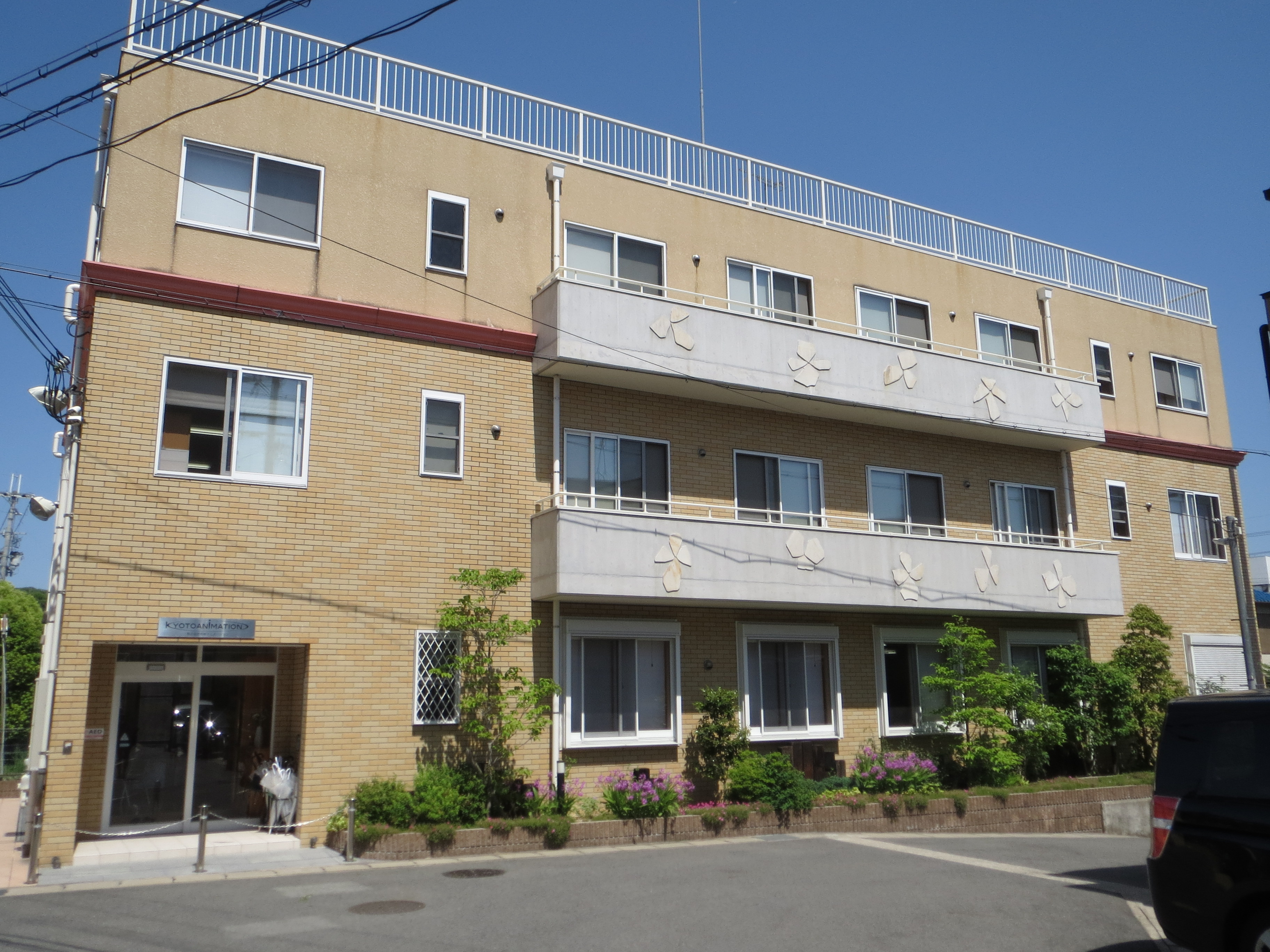
Budynek Studio 1 Kyoto Animation w Fushimi w Kioto w 2015 roku

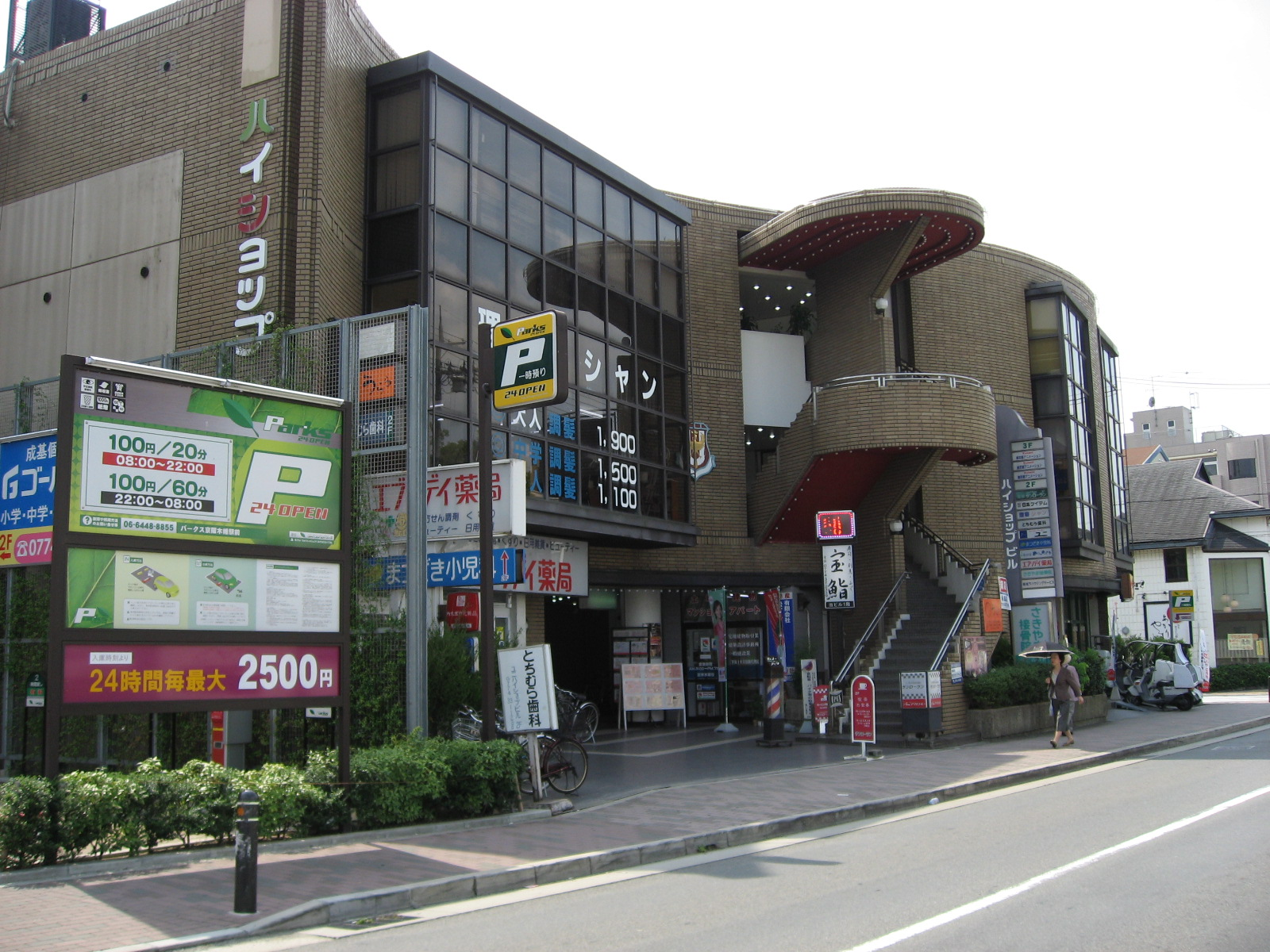
Studio 2 (na drugim piętrze) Kyoto Animation w Uji

Studio zasłynęło z takich produkcji jak Melancholia Haruhi Suzumiyi, Lucky Star, K-On! czy Clannad, które osiągnęły znaczną popularność w Japonii i na świecie.

## Historia
Kyoto Animation zostało założone w 1985 roku przez małżeństwo Yoko i Hideaki Hatta; stała się spółką z ograniczoną odpowiedzialnością w 1985 roku, a korporacją w 1999 roku.
18 lipca 2019 roku do należącego do Kyoto Animation dwupiętrowego budynku Studio 1 włamał się mężczyzna, który rozlał na parterze benzynę i dokonał podpalenia. Pożar objął cały budynek, a w jego wyniku zginęło 36 pracowników firmy, a 33 zostało rannych.

## Produkcje

### Seriale telewizyjne
| Rok       | Tytuł                                          | Reżyser(zy)                                              | Liczba odcinków | Uwagi                                                                                  | Przypisy |
| --------- | ---------------------------------------------- | -------------------------------------------------------- | --------------- | -------------------------------------------------------------------------------------- | -------- |
| 2003      | Full Metal Panic? Fumoffu                      | Yasuhiro Takemoto                                        | 11              | Na podstawie light novel autorstwa Shōjiego Gatō.                                      | [ 5 ]    |
| 2005      | Air                                            | Tatsuya Ishihara                                         | 13              | Na podstawie powieści wizualnej produkcji Key.                                         | [ 6 ]    |
| 2005      | Full Metal Panic! The Second Raid              | Yasuhiro Takemoto                                        | 13              | Sequel serii anime z 2002 roku produkcji Gonzo.                                        | [ 7 ]    |
| 2006      | Melancholia Haruhi Suzumiyi                    | Tatsuya Ishihara Yutaka Yamamoto                         | 14              | Na podstawie light novel autorstwa Nagaru Tanigawy.                                    | [ 8 ]    |
| 2006–2007 | Kanon                                          | Tatsuya Ishihara                                         | 24              | Na podstawie powieści wizualnej produkcji Key.                                         | [ 9 ]    |
| 2007      | Lucky Star                                     | Yutaka Yamamoto (odc. 1–4) Yasuhiro Takemoto (odc. 5–24) | 24              | Na podstawie mangi autorstwa Kagamiego Yoshimizu.                                      | [ 10 ]   |
| 2007–2008 | Clannad                                        | Tatsuya Ishihara                                         | 22              | Na podstawie powieści wizualnej produkcji Key.                                         | [ 11 ]   |
| 2008–2009 | Clannad After Story                            | Tatsuya Ishihara                                         | 22              | Sequel Clannad.                                                                        | [ 12 ]   |
| 2009      | Sora o miageru shōjo no hitomi ni utsuru sekai | Yoshiji Kigami                                           | 9               | Sequel Munto: Toki no kabe o koete.                                                    | [ 13 ]   |
| 2009      | Suzumiya Haruhi no shōshitsu                   | Tatsuya Ishihara Yutaka Yamamoto                         | 28              | Retransmisja Melancholii Haruhi Suzumiyi z 14 nowymi odcinkami.                        | [ 14 ]   |
| 2009      | K-On!                                          | Naoko Yamada                                             | 12              | Na podstawie mangi autorstwa Kakifly.                                                  | [ 15 ]   |
| 2010      | K-On!!                                         | Naoko Yamada                                             | 24              | Sequel K-On!.                                                                          | [ 16 ]   |
| 2011      | Nichijō                                        | Tatsuya Ishihara                                         | 26              | Na podstawie mangi autorstwa Keiichiego Arawiego.                                      | [ 17 ]   |
| 2012      | Hyōka                                          | Yasuhiro Takemoto                                        | 22              | Na podstawie powieści autorstwa Honobu Yonezawy.                                       | [ 18 ]   |
| 2012      | Miłość, gimbaza i kosmiczna faza               | Tatsuya Ishihara                                         | 12              | Na podstawie light novel autrstwa Torako.                                              | [ 19 ]   |
| 2013      | Tamako Market                                  | Naoko Yamada                                             | 12              | Własna twórczość.                                                                      | [ 20 ]   |
| 2013      | Free!                                          | Hiroko Utsumi                                            | 12              | Sequel light novel High Speed! autorstwa Kōjiego Ōjiego. We współpracy z Animation Do. | [ 21 ]   |
| 2013      | Kyōkai no kanata                               | Taichi Ishidate                                          | 12              | Na podstawie light novel autorstwa Nagomu Toriiego.                                    | [ 22 ]   |
| 2014      | Miłość, gimbaza i kosmiczna faza: Porywy serca | Tatsuya Ishihara                                         | 12              | Sequel Miłość, gimbaza i kosmiczna faza.                                               | [ 23 ]   |
| 2014      | Free! Eternal Summer                           | Hiroko Utsumi                                            | 13              | Sequel Free!. We współpracy z Animation Do.                                            | [ 24 ]   |
| 2014      | Cudowny Park Amagi                             | Yasuhiro Takemoto                                        | 13              | Na podstawie light novel autorstwa Shōjiego Gatō.                                      | [ 25 ]   |
| 2015      | Hibike! Euphonium                              | Tatsuya Ishihara Naoko Yamada                            | 13              | Na podstawie powieści Ayano Takedy.                                                    | [ 26 ]   |
| 2016      | Musaigen no Phantom World                      | Tatsuya Ishihara                                         | 13              | Na podstawie light novel autorstwa Sōichirō Hatano.                                    | [ 27 ]   |
| 2016      | Hibike! Euphonium 2                            | Tatsuya Ishihara Naoko Yamada                            | 13              | Sequel Hibike! Euphonium.                                                              | [ 28 ]   |
| 2017      | Kobayashi-san chi no Maid Dragon               | Yasuhiro Takemoto                                        | 13              | Na podstawie mangi autorstwa Coolkyousinnjya.                                          | [ 29 ]   |
| 2018      | Violet Evergarden                              | Taichi Ishidate Haruka Fujita                            | 13              | Na podstawie light novel autorstwa Kany Akatsuki.                                      | [ 30 ]   |
| 2018      | Free! Dive to the Future                       | Eisaku Kawanami                                          | 12              | Sequel Free! Eternal Summer. We współpracy z Animation Do.                             | [ 31 ]   |
| 2018      | Tsurune: Kazemai kōkō kyūdō-bu                 | Takuya Yamamura                                          | 13              | Na podstawie light novel autorstwa Kotoko Ayano.                                       | [ 32 ]   |
| 2021      | Kobayashi-san chi no Maid Dragon S             | Tatsuya Ishihara Yasuhiro Takemoto                       | 12              | Sequel Kobayashi-san chi no Maid Dragon.                                               | [ 33 ]   |
| 2023      | Tsurune: Tsunagari no issha                    | Takuya Yamamura                                          | 13              | Sequel Tsurune: Kazemai kōkō kyūdō-bu.                                                 | [ 34 ]   |
| 2024      | Hibike! Euphonium 3                            | Tatsuya Ishihara                                         | 13              | Sequel Hibike! Euphonium 2.                                                            | [ 35 ]   |
| 2025      | City the Animation                             | Taichi Ishidate                                          | nieznana        | Na podstawie mangi autorstwa Keiichiego Arawiego.                                      | [ 36 ]   |
| –         | 20 seiki denki mokuroku                        | –                                                        | nieznana        | Na podstawie light novel autorstwa Hiro Yukiego.                                       | [ 37 ]   |

### Filmy
| Rok       | Tytuł                                                           | Reżyser(zy)                        | Czas trwania             | Uwagi                                                            | Przypisy |
| --------- | --------------------------------------------------------------- | ---------------------------------- | ------------------------ | ---------------------------------------------------------------- | -------- |
| 2009      | Tenjōbito to akutobito saigo no tatakai                         | Yoshiji Kigami                     | 83 min.                  | Podsumowanie Sora o miageru shōjo no hitomi ni utsuru sekai.     | [ 38 ]   |
| 2010      | Suzumiya Haruhi no shōshitsu                                    | Tatsuya Ishihara Yasuhiro Takemoto | 162 min.                 | Kontynuacja Melancholii Haruhi Suzumiyi.                         | [ 39 ]   |
| 2011      | Film K-On!                                                      | Naoko Yamada                       | 110 min.                 | Historia poboczna.                                               | [ 40 ]   |
| 2013      | Takanashi Rikka kai: Gekijōban chūnibyō demo koi ga shitai!     | Tatsuya Ishihara                   | 96 min.                  | Podsumowanie pierwszego sezonu Miłość, gimbaza i kosmiczna faza. | [ 41 ]   |
| 2014      | Miłosna opowieść Tamako                                         | Naoko Yamada                       | 83 min.                  | Sequel Tamako Market.                                            | [ 42 ]   |
| 2015      | Poza granicami: Będę tu – przeszłość                            | Taichi Ishidate                    | 86 min.                  | Podsumowanie Kyōkai no kanata.                                   | [ 43 ]   |
| 2015      | Poza granicami: Będę tu – przyszłość                            | Taichi Ishidate                    | 89 min.                  | Sequel Kyōkai no kanata.                                         | [ 43 ]   |
| 2015      | High☆Speed Free! Starting Days                                  | Yasuhiro Takemoto                  | 110 min.                 | Prequel na podstawie drugiego tomu powieści High Speed.          | [ 44 ]   |
| 2016      | Gekijōban Hibike! Euphonium: Kitauji kōkō suisōgaku-bu e yōkoso | Tatsuya Ishihara                   | 103 min.                 | Podsumowanie pierwszego sezonu Hibike! Euphonium.                | [ 45 ]   |
| 2016      | Koe no katachi                                                  | Naoko Yamada                       | 130 min.                 | Na podstawie mangi autorstwa Yoshitoki Ōimy.                     | [ 46 ]   |
| 2017      | Gekijōban Free! Timeless Medley kizuna                          | Eisaku Kawanami                    | 94 min.                  | Podsumowanie Free! Eternal Summer, skupiające się na Haruce.     | [ 47 ]   |
| 2017      | Gekijōban Free! Timeless Medley yakusoku                        | Eisaku Kawanami                    | 99 min.                  | Podsumowanie Free! Eternal Summer, skupiające się na Rinie.      | [ 47 ]   |
| 2017      | Gekijōban Hibike! Euphonium: Todoketai Melody                   | Taichi Ogawa Tatsuya Ishihara      | 105 min.                 | Podsumowanie drugiego sezonu Hibike! Euphonium.                  | [ 48 ]   |
| 2017      | Tokubetsu-hen Free! Take Your Marks                             | Eisaku Kawanami                    | 105 min.                 | Sequel Free!.                                                    | [ 49 ]   |
| 2018      | Miłość, gimbaza i kosmiczna faza: Za mną leć                    | Tatsuya Ishihara                   | 90 min.                  | Sequel Miłość, gimbaza i kosmiczna faza: Porywy serca.           | [ 50 ]   |
| 2018      | Liz to aoi tori                                                 | Naoko Yamada                       | 90 min.                  | Spin-off Hibike! Euphonium.                                      | [ 51 ]   |
| 2019      | Gekijōban Hibike! Euphonium: Chikai no Finale                   | Tatsuya Ishihara                   | 100 min.                 | Sequel drugiego sezonu Hibike! Euphonium.                        | [ 52 ]   |
| 2019      | Gekijōban Free! Road to the World: Yume                         | Eisaku Kawanami                    | 99 min.                  | Podsumowanie Free! Dive to the Future.                           | [ 53 ]   |
| 2019      | Violet Evergarden: Eternity and the Auto Memory Doll            | Haruka Fujita                      | 93 min.                  | Spin-off Violet Evergarden.                                      | [ 54 ]   |
| 2020      | Violet Evergarden: Film                                         | Taichi Ishidate                    | 140 min.                 | Sequel Violet Evergarden.                                        | [ 55 ]   |
| 2021–2022 | Gekijōban Free! The Final Stroke                                | Eisaku Kawanami                    | 90 min. (1) 106 min. (2) | Dwuczęściowa seria. Sequel Free!.                                | [ 56 ]   |
| 2022      | Gekijōban Tsurune: Hajimari no issha                            | Takuya Yamamura                    | 102 min.                 | Podsumowanie pierwszego sezonu Tsurune z nowymi scenami.         | [ 57 ]   |
| 2025      | Kobayashi-san chi no Maid Dragon: Samishigariya no ryū          | Tatsuya Ishihara                   | nieznany                 | Sequel Kobayashi-san chi no Maid Dragon S.                       | [ 58 ]   |

### OVA
| Rok  | Tytuł                                       | Reżyser(zy)                          | Liczba odcinków | Uwagi                                                                                                  | Przypisy |
| ---- | ------------------------------------------- | ------------------------------------ | --------------- | --- | -------- |
| 1991 | Shiawasette naani                           | Tatsuya Ishihara                     | 1               | Na podstawie powieści autorstwa Ryūhō Ōkawy.                                                           | [ 59 ]   |
| 2002 | Nurse Witch Komugi-chan Magikarte           | Yasuhiro Takemoto Yoshitomo Yonetani | 5,5             | Parodia zarówno The SoulTaker, jak i anime z gatunku mahō-shōjo. We współpracy z Tatsunoko Production. | [ 60 ]   |
| 2003 | Munto                                       | Yoshiji Kigami                       | 1               | Własna twórczość.                                                                                      | [ 61 ]   |
| 2005 | Munto: Toki no kabe o koete                 | Yoshiji Kigami                       | 1               | Sequel Munto.                                                                                          | [ 62 ]   |
| 2008 | Lucky Star: Original na Visual to Animation | Yasuhiro Takemoto                    | 1               | Historia poboczna Lucky Star.                                                                          | [ 63 ]   |
| 2011 | Nichijō: Nichijō no 0-wa                    | Tatsuya Ishihara                     | 1               | Historia poboczna Nichijō.                                                                             | [ 64 ]   |
| 2013 | Hyōka: Motsubeki mono wa                    | Yasuhiro Takemoto                    | 1               | Historia poboczna Hyōka.                                                                               | [ 65 ]   |
| 2017 | Baja no Studio                              | Yoshiji Kigami                       | 1               | Własna twórczość.                                                                                      | [ 66 ]   |
| 2020 | Baja no Studio: Baja no mita umi            | Yoshiji Kigami                       | 1               | Sequel Baja no Studio                                                                                  | [ 67 ]   |
| 2023 | Hibike! Euphonium: Ensemble Contest-hen     | Tatsuya Ishihara                     | 1               | Historia poboczna Hibike! Euphonium.                                                                   | [ 68 ]   |

### ONA
| Rok  | Tytuł                          | Reżyser(zy)       | Liczba odcinków | Uwagi                                | Przypisy |
| ---- | ------------------------------ | ----------------- | --------------- | ------------------------------------ | -------- |
| 2009 | Suzumiya Haruhi-chan no yūutsu | Yasuhiro Takemoto | 25              | Na podstawie mangi autorstwa Puyo.   | [ 69 ]   |
| 2009 | Nyorōn Churuya-san             | Yasuhiro Takemoto | 13              | Na podstawie mangi autorstwa Eretto. | [ 69 ]   |